# Députés de la 6e législature du Bénin

Cet article dresse la liste des quatre-vingt-trois députés béninois par ordre alphabétique et par partis politiques pour le compte de la 6e législature élus au suffrage universel direct au scrutin de liste à la représentation proportionnelle pour un mandat de quatre ans siégeant à l'Assemblée nationale. Cette mandature dure de mai 2011 à mai 2015 avec pour président Mathurin Nago. Les députés sont rééligibles et représentent la Nation tout entière.

## Bureau
Le bureau de l'Assemblée nationale est composé comme suit :
| Président          | Mathurin Nago                               |
| 1er vice-président | Justin Sagui Yotto                          |
| 2e vice-président  | Boniface Yehouétomè                         |
| 1er questeur       | Djibril Mama Débourou                       |
| 2e questeur        | Françoise Assogba puis Valentin Aditi Houdé |
| 1er secrétaire     | Claudine Prudencio                          |
| 2e secrétaire      | André Okounlola                             |

## Composition de l'Assemblée nationale

### Liste des députés
| Portrait | Député                            | Circonscription | Date de naissance | Profession | Suppléant | Parti | Parti                             | Groupe | Groupe |
| -------- | --------------------------------- | --------------- | ----------------- | ---------- | --------- | ----- | --------------------------------- | ------ | ------ |
|          | Moumouni Adam Bagri               | —               | —                 | —          |           |       | FCBE                              |        |        |
|          | Joachim Adantinnon                | —               | —                 | —          |           |       | UN                                |        |        |
|          | AGBODJETE Justin                  | —               | —                 | —          |           |       | UB                                |        |        |
|          | AGOUA Edmond                      | —               | —                 | —          |           |       | UN                                |        |        |
|          | AHINNOU Hounsouvi C. Thomas       | —               | —                 | —          |           |       | FCBE                              |        |        |
|          | AHLONSOU Amoudatou                | —               | —                 | —          |           |       | UN                                |        |        |
|          | AHOSSI Léon Comlan                | —               | —                 | —          |           |       | UN                                |        |        |
|          | AHOUANOUGAN Koffi                 | —               | —                 | —          |           |       | FCBE                              |        |        |
|          | AHOUANVOEBLA Augustin             | —               | —                 | —          |           |       | UN                                |        |        |
|          | AKOFODJI Grégoire                 | —               | —                 | —          |           |       | FCBE                              |        |        |
|          | AKOTEGNON Raphaël                 | —               | —                 | —          |           |       | UN                                |        |        |
|          | AMOUSSOU Ange Marie Bruno         | —               | —                 | —          |           |       | UN                                |        |        |
|          | ATCHADE Nourénou                  | —               | —                 | —          |           |       | FCBE                              |        |        |
|          | AZANNAÏ Candide A. M.             | —               | —                 | —          |           |       | FCBE                              |        |        |
|          | BADA Georges                      | —               | —                 | —          |           |       | UN                                |        |        |
|          | BANGANA Gilbert                   | —               | —                 | —          |           |       | FCBE                              |        |        |
|          | BANI Samari                       | —               | —                 | —          |           |       | Alliance Force dans l’unité (AFU) |        |        |
|          | BIO KANSI Boni Gansè              | —               | —                 | —          |           |       | FCBE                              |        |        |
|          | BIOKOU Firmin                     | —               | —                 | —          |           |       | FCBE                              |        |        |
|          | BONI TESSI Adam                   | —               | —                 | —          |           |       | FCBE                              |        |        |
|          | CAMAROU Mohamed Ali               | —               | —                 | —          |           |       | UN                                |        |        |
|          | CHABI SIKA Karimou                | —               | —                 | —          |           |       | FCBE                              |        |        |
|          | DAHISSIHO Joachim                 | —               | —                 | —          |           |       | FCBE                              |        |        |
|          | DANGNON Michel Victor             | —               | —                 | —          |           |       | FCBE                              |        |        |
|          | DAYORI Antoine                    | —               | —                 | —          |           |       | Fe-UPR                            |        |        |
|          | DOMINGO Cyriaque                  | —               | —                 | —          |           |       | UN                                |        |        |
|          | EL-HADJ ISSA Azizou               | —               | —                 | —          |           |       | FCBE                              |        |        |
|          | ESSOU Noudokpo Pascal             | —               | —                 | —          |           |       | Alliance Cauris 2                 |        |        |
|          | FAGBOHOUN Ladekpo Séfou           | —               | —                 | —          |           |       | UN                                |        |        |
|          | Nicaise Fagnon                    | —               | —                 | —          |           |       | FCBE                              |        |        |
|          | FIKARA Sacca                      | —               | —                 | —          |           |       | UN                                |        |        |
|          | GBADAMASSI Rachidi                | —               | —                 | —          |           |       | FCBE                              |        |        |
|          | GBAHOUNGBA David                  | —               | —                 | —          |           |       | FCBE                              |        |        |
|          | GBENAMETO Sedozan Jonas           | —               | —                 | —          |           |       | UN                                |        |        |
|          | GNIGLA Vénance Lubin              | —               | —                 | —          |           |       | Alliance G13 Baobab               |        |        |
|          | GOBI Bado                         | —               | —                 | —          |           |       | FCBE                              |        |        |
|          | GOLOU Emmanuel                    | —               | —                 | —          |           |       | UN                                |        |        |
|          | GONROUDOBOU Orou Dèkè             | —               | —                 | —          |           |       | FCBE                              |        |        |
|          | GOUTOLOU Célestin                 | —               | —                 | —          |           |       | FCBE                              |        |        |
|          | HINNOUHO Mohamed Atao             | —               | —                 | —          |           |       | UN                                |        |        |
|          | HONFO Charlemagne                 | —               | —                 | —          |           |       | UN                                |        |        |
|          | HOUANGNI Parfait                  | —               | —                 | —          |           |       | UN                                |        |        |
|          | Valentin Aditi Houdé              | —               | —                 | —          |           |       | Alliance G13 Baobab               |        |        |
|          | HOUNDETE Eric Louis               | —               | —                 | —          |           |       | UN                                |        |        |
|          | HOUNGNIBO K. Lucien               | —               | —                 | —          |           |       | UB                                |        |        |
|          | HOUSSOU Christophe                | —               | —                 | —          |           |       | FCBE                              |        |        |
|          | Antoine Idji Kolawolé             | —               | —                 | —          |           |       | UN                                |        |        |
|          | ISSA Salifou                      | —               | —                 | —          |           |       | Fe-UPR                            |        |        |
|          | KAKPO ZANNOU Babatoundé           | —               | —                 | —          |           |       | FCBE                              |        |        |
|          | Hélène Aholou Kèkè                | —               | —                 | —          |           |       | FCBE                              |        |        |
|          | KINDJANHOUNDE Zéphirin            | —               | —                 | —          |           |       | FCBE                              |        |        |
|          | KORA GOUNOU Zimé                  | —               | —                 | —          |           |       | Alliance Amana                    |        |        |
|          | Sacca Lafia                       | —               | —                 | —          |           |       | FCBE                              |        |        |
|          | LAOUROU Grégoire                  | —               | —                 | —          |           |       | FCBE                              |        |        |
|          | LOKO Franck Francis               | —               | —                 | —          |           |       | UN                                |        |        |
|          | Yacoubou Malehossou               | —               | —                 | —          |           |       | UN                                |        |        |
|          | Djibril Mama Débourou             | —               | —                 | —          |           |       | FCBE                              |        |        |
|          | MONHOUSSOU Moussou                | —               | —                 | —          |           |       | FCBE                              |        |        |
|          | Mathurin Nago                     | —               | —                 | —          |           |       | FCBE                              |        |        |
|          | André Okounlola                   | —               | —                 | —          |           |       | Alliance Force dans l’unité (AFU) |        |        |
|          | OROU SE Guéné                     | —               | —                 | —          |           |       | FCBE                              |        |        |
|          | Claudine Prudencio                | —               | —                 | —          |           |       | FCBE                              |        |        |
|          | QUENUM POSSY BERRY K. Epiphane    | —               | —                 | —          |           |       | UN                                |        |        |
|          | SADO Nazaire                      | —               | —                 | —          |           |       | UN                                |        |        |
|          | Justin Sagui Yotto                |                 |                   |            |           |       | FCBE                              |        |        |
|          | SANNI Ayouba                      | —               | —                 | —          |           |       | Alliance Amana                    |        |        |
|          | SANI Yibatou épse GLELE           | —               | —                 | —          |           |       | UN                                |        |        |
|          | SCHANOU A. M. Sofiatou Modjissola | —               | —                 | —          |           |       | FCBE                              |        |        |
|          | SEHOUETO Lazare Maurice           | —               | —                 | —          |           |       | UN                                |        |        |
|          | SINKPOTA Mensah Evariste          | —               | —                 | —          |           |       | Alliance Cauris 2                 |        |        |
|          | SOULE Sabi Moussa                 | —               | —                 | —          |           |       | FCBE                              |        |        |
|          | TAKPARA Daouda                    | —               | —                 | —          |           |       | FCBE                              |        |        |
|          | TCHOBO Valère                     | —               | —                 | —          |           |       | FCBE                              |        |        |
|          | TCHOCODO Gabriel                  | —               | —                 | —          |           |       | UN                                |        |        |
|          | TOSSOU Emile                      | —               | —                 | —          |           |       | FCBE                              |        |        |
|          | Rosine Vieyra Soglo               | —               | —                 | —          |           |       | UN                                |        |        |
|          | VLAVONOU Louis                    | —               | —                 | —          |           |       | UN                                |        |        |
|          | WAKOUTE Saguifa                   | —               | —                 | —          |           |       | FCBE                              |        |        |
|          | Boniface Yehouétomè               | —               | —                 | —          |           |       | UN                                |        |        |
|          | YOROU G. Gaston                   | —               | —                 | —          |           |       | FCBE                              |        |        |
|          | YOUSSOUFOU A. N. Bida             | —               | —                 | —          |           |       | FCBE                              |        |        |
|          | ZACHARIE Chabi Félicien           | —               | —                 | —          |           |       | FCBE                              |        |        |
|          | ZINSOU Edmond                     | —               | —                 | —          |           |       | UN                                |        |        |